# Messina Sporting Club
Il Messina Sporting Club è stata una società calcistica italiana con sede a Messina. Ha disputato il campionato di Prima Divisione 1921-1922.

## Storia
La sezione calcistica del Messina Sporting Club nacque nel 1921, con l'acquisizione dei calciatori dell'Audace Football Club, società nata tra il 1911 e il 1913.
L'esordio dello Sporting Club si ebbe il 10 aprile 1921 con un'amichevole persa per 3 a 0 contro l'Unione Sportiva Messinese.
La squadra disputò un solo campionato, arrivando quinta su sei partecipanti nel girone siciliano della Prima Divisione 1921-1922. Al termine della stagione, assieme alle altre due squadre cittadine di massima serie, l'Unione Sportiva Messinese e la Società Sportiva Umberto I, diede vita al Messina Football Club.